# Пирамида на Бол
Пирамидата на Бол е ерозионен остатък на част от угаснал вулкан и калдера в Тасманово море, формирал се преди около 7 млн. години. Тя е разположена на 700 км североизточно от Сидни, Австралия.
Боловата пирамида е широка около 400 метра и висока 562 метра (близо 2 пъти по-висока от Айфеловата кула). Записана е в рекордите на „Гинес“ като най-високата скална колона в света. Подобно на остров Лорд Хау и на морската верига Лорд Хау, Боловата пирамида е част от потопения континент Зеландия.
Наречена е на Хенри Бол, капитан на британския кораб „Съплай“, който я открива през 1788 г. заедно с близкия остров Лорд Хоу. Част е от Островна група Лорд Хау, която от 1982 г. е включена в Списъка на световното културно и природно наследство на ЮНЕСКО.
През 2001 г. група ентомолози пристигат на острова и преоткриват смятаното за изчезнало насекомо Пръчица от остров Лорд Хау.

## История
През 1788 г. Хенри Бол, капитан на британския кораб „Съплай“, забелязва скалата. Той дава на пирамидата своето име и на хвърля котва на най-големия остров от веригата и го кръщава Лорд Хау на британския министър на флота. За разлика от пълното унищожение на животинските видове на този остров, Боловата пирамида, която е на 20 км от остров Лорд Хау остава непокътната.
Първият човек, за който се смята, че е стъпвал там, е Хенри Уилкинсън, геолог от Минния департамент на Нов Южен Уелс.
Първото успешно изкачване до върха е направено на 14 февруари 1965 г. от екип от алпинисти от Клуба по скално катерене в Сидни.
През 1982 г. катеренето се забранява съгласно измененията в Закона на остров Лорд Хау, и през 1986 всякакъв достъп до пирамидата е забранен от Съвета на остров Лорд Хау.
Сега Боловата пирамида е защитена като част от световното природно наследство.

## Фауна
През 2001 г. екип от ентомолози е разтоварен на острова, за да изследва флората и фауната. За тяхна изненада те преоткриват популация на насекомото Пръчица от остров Лорд Хау или дървесен омар (Dryococelus australis), живеещо на височина 100 m над бреговата линия, под един храст Melaleuca. Храстът расте в малък процеп, където водата се разплисква през пукнатини в основите на скалата. Тази влага поддържа буен растежа на растителните видове, като с течение на времето е довела до натрупване на растителни остатъци на няколко метра дълбочина. Популацията на насекомото е малка, само 24 индивиди. През 2003 г. две двойки насекоми са занесени в зоопарка в Мелбърн. От тях са получени много индивиди и са създадени популации в зоопаркове в Сан Диего, Бристъл и Торонто.
По време на своето неуспешно изкачване през 1964 г. Дейв Рут снима насекомото. Занася го в австралийски музей, откъдето му отговарят, че смятали този вид насекоми за изчезнали.